# Siekierki (Warszawa)
Siekierki – północno-wschodnia, przylegająca do Wisły część warszawskiej dzielnicy Mokotów, osiedle oraz obszar MSI będący częścią Dolnego Mokotowa, położony na terenie tzw. Łuku Siekierkowskiego, w obrębie ulicy Bartyckiej, Gościniec, Polskiej, Alei Polski Walczącej oraz Trasy Siekierkowskiej, stanowiącej jego południową granicę. Osiedle charakteryzuje się niską zabudową o charakterze typowo mieszkalnym. Na jego terenie znajduje się centrum astronomiczne oraz sanktuarium maryjne.

## Historia
Najwcześniejsze osadnictwo na obszarze dzisiejszych Siekierek, dawniej określanym nazwą Kępa Bełt, stanowi znana od XIII wieku wieś Czarnów (również Czarnowo), będąca osadą położoną pomiędzy Solcem a Czerniakowem, nad wpadającą wówczas do Wisły rzeką Wilanówką. W jej miejsce pojawiła się w późniejszym czasie wieś o nazwie Siekierki, wzmiankowana od XVI wieku. W XVII wieku osada ta stała się własnością Stanisława Herakliusza Lubomirskiego, który wzniósł tutaj pawilon rozrywkowy, zaś w XVIII wieku okoliczne tereny zostały wydzierżawione w celach łowieckich przez Augusta II Mocnego. W XIX wieku wyróżniano dwie części osady, tj. Siekierki Wielkie oraz Małe, które w 1827 posiadały łącznie 194 mieszkańców w 30 gospodarstwach domowych, zaś w 1889 – 358 mieszkańców. Całość osady weszła w skład lokalnego folwarku, który w 1884 obejmował obszar 556 mórg (tj. 3,11 km²), składającego się w znacznej większości z łąk i pastwisk.
W drugiej połowie XIX wieku Siekierki Wielkie oraz Siekierki Małe należały do gminy Mokotów w powiecie warszawskim, zaś w strukturze kościoła katolickiego stanowiły część parafii Wilanów. W 1909 obie wsie zostały wyłączone z gminy Mokotów i włączone w skład gminy Wilanów.
Wsie Siekierki Wielkie i Siekierki Małe, należące do ówczesnej gminy Wilanów, zostały włączone w granice Warszawy z dniem 1 kwietnia 1916 na mocy  rozporządzenia gubernatora Hansa von Beselera z dnia 8 kwietnia 1916, wraz z resztą Mokotowa. 16 listopada 1916 Siekierki zostały wyłączone z katolickiej parafii Wilanów i weszły w skład nowej parafii św. Bonifacego z siedzibą w klasztorze czerniakowskim, który już od 1904 mieścił filię parafii wilanowskiej odpowiedzialną między innymi za prowadzenie ksiąg stanu cywilnego mieszkańców Siekierek.
W 1926 roku ukończono budowę wału przeciwpowodziowego wzdłuż lewego brzegu Wisły, który oddalił utrudniające uprzednio rozwój terenu zagrożenie powodziowe. W okresie międzywojennym planowano zagospodarowanie terenu Siekierek pod budowę tzw. Dzielnicy Olimpijskiej, czyli olimpijskiego kompleksu sportowego o powierzchni około 160 ha, zawierającego m.in. stadion oraz tor regatowy; realizację projektu przekreślił jednak wybuch II wojny światowej.
W czasie niemieckiej okupacji przy ulicy Gwintowej na Siekierkach doszło do objawienia Matki Bożej, doświadczonego przez dwunastoletnią Władysławę Papis. Objawienia powtarzały się na przestrzeni lat 1943−1949, zapoczątkowując miejscowy kult maryjny. W trakcie powstania warszawskiego Siekierki zostały dotknięte tragicznymi represjami ludności polskiej. W ramach odwetu naziści dokonywali zbiorowych mordów mieszkańców oraz systematycznych podpaleń osiedla, w wyniku czego zniszczeniu uległa większość zabudowy, w tym miejscowy folwark.
Po zakończeniu wojny, w ramach obowiązującego dekretu Bieruta zakazywano mieszkańcom zarówno odbudowy zniszczonych, jak i budowy nowych domów, w dużej mierze przyczyniając się do rozwoju samowoli budowlanej. W 1961 w sąsiedztwie Siekierek powstała Elektrociepłownia Siekierki, największa elektrociepłownia w Polsce, która po wyznaczeniu granic MSI znalazła się jednak na terenie Augustówki. W późniejszym okresie PRL na obszarze Siekierek planowano budowę zespołu obiektów naukowych wraz z programem mieszkaniowym, jednak jedynym zrealizowanym obiektem tego programu jest centrum astronomiczne Polskiej Akademii Nauk przy ulicy Bartyckiej, oddane do użytku w 1978.
W 1994 ukończono budowę upamiętniającego objawienia sanktuarium maryjnego, obsługiwanego przez zakon pijarów. W 2002 oddano do użytku pobliską Trasę Siekierkowską oraz Most Siekierkowski. W ramach europejskiego programu Natura 2000 przylegające bezpośrednio do Wisły tereny Siekierek zostały w 2004 włączone w skład objętych ochroną terenów obszaru Doliny Środkowej Wisły, jako część Warszawskiego Obszaru Chronionego Krajobrazu. W latach 2005–2008 na terenie Siekierek planowano utworzenie Warszawskiego Parku Technologicznego, ten projekt jednak również został porzucony.
Pomimo wspominanych, niezrealizowanych planów inwestycyjnych na przestrzeni lat Siekierki przez dłuższy czas pozostały terenem niedoinwestowanym oraz w znacznej mierze niewykorzystanym, jednak począwszy od początku lat 10. XXI wieku nastąpił na tym obszarze znaczny rozwój zabudowy nowych osiedli mieszkaniowych. W 2019 ukończono trasę Alei Polski Walczącej, planowanej uprzednio pod roboczą nazwą Czerniakowska Bis arterii łączącej Trasę Siekierkowską z ulicą Czerniakowską. W przyszłości planowane jest poprowadzenie wzdłuż niej linii tramwajowej jako przedłużenia linii biegnącej ulicą Gagarina. Przez Siekierki ma w przyszłości przebiegać również planowana linia metra M3.

## Galeria zdjęć

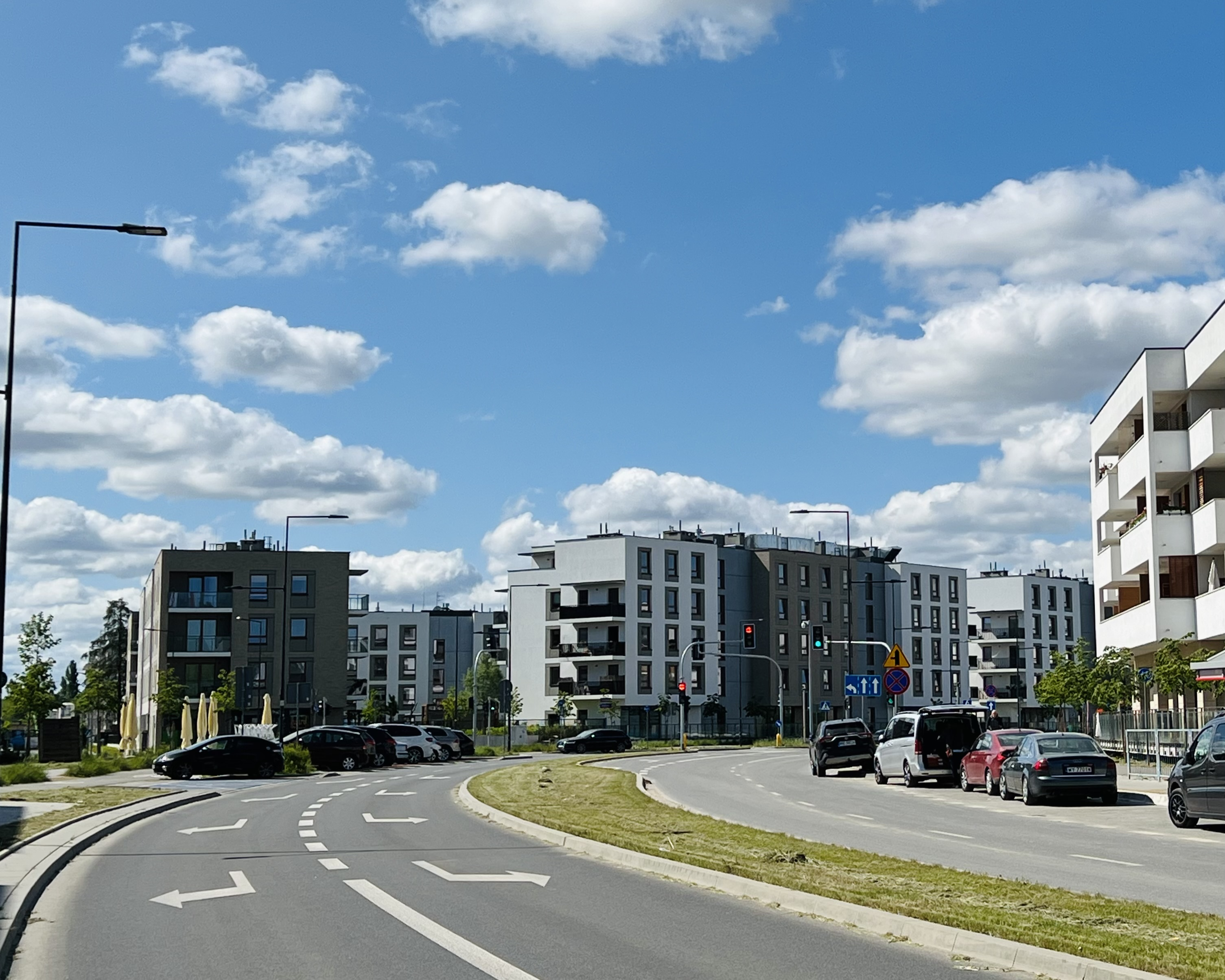
Ulica Batalionu AK Bałtyk
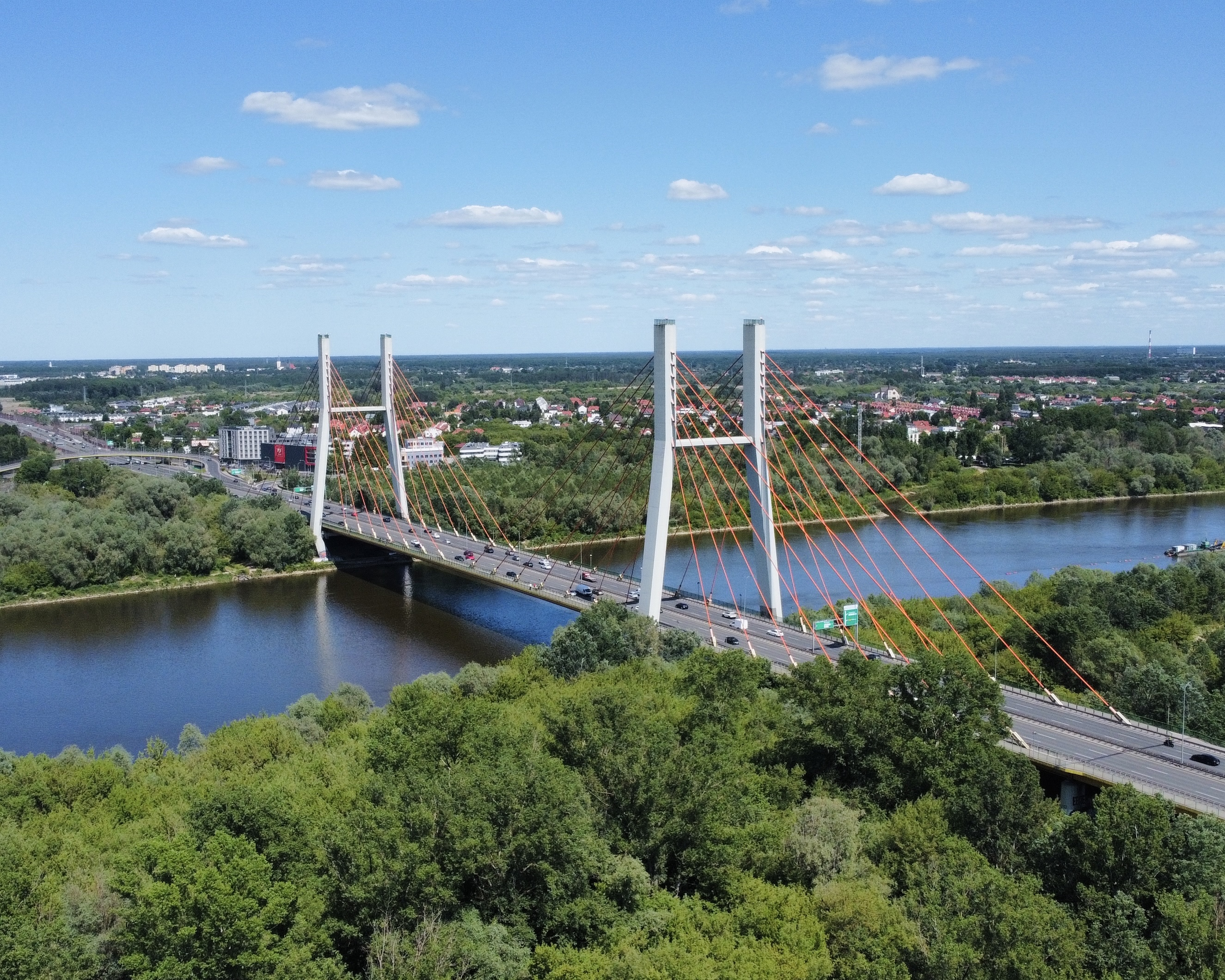
Widok na Most Siekierkowski
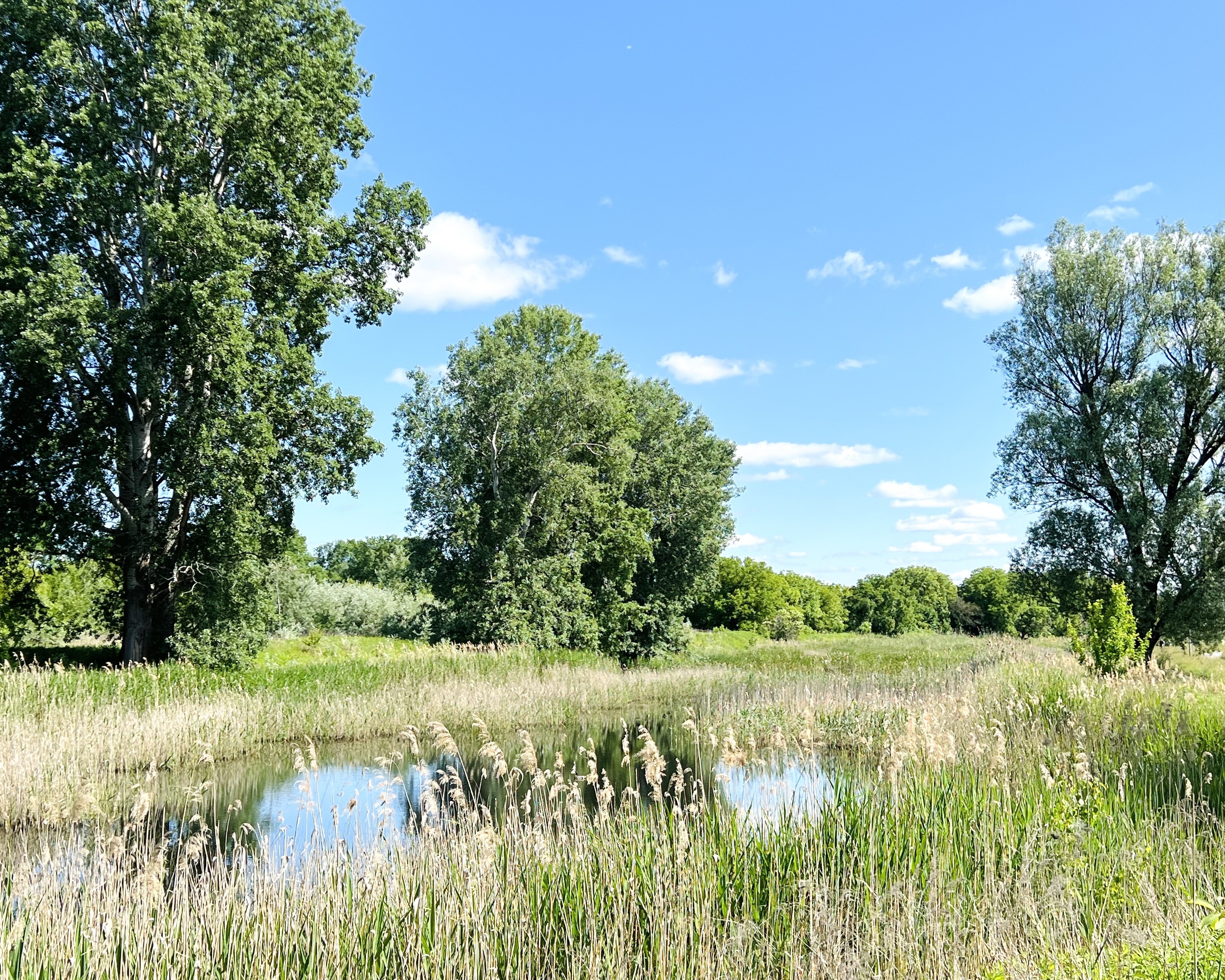
Fragment Łachy Siekierkowskiej
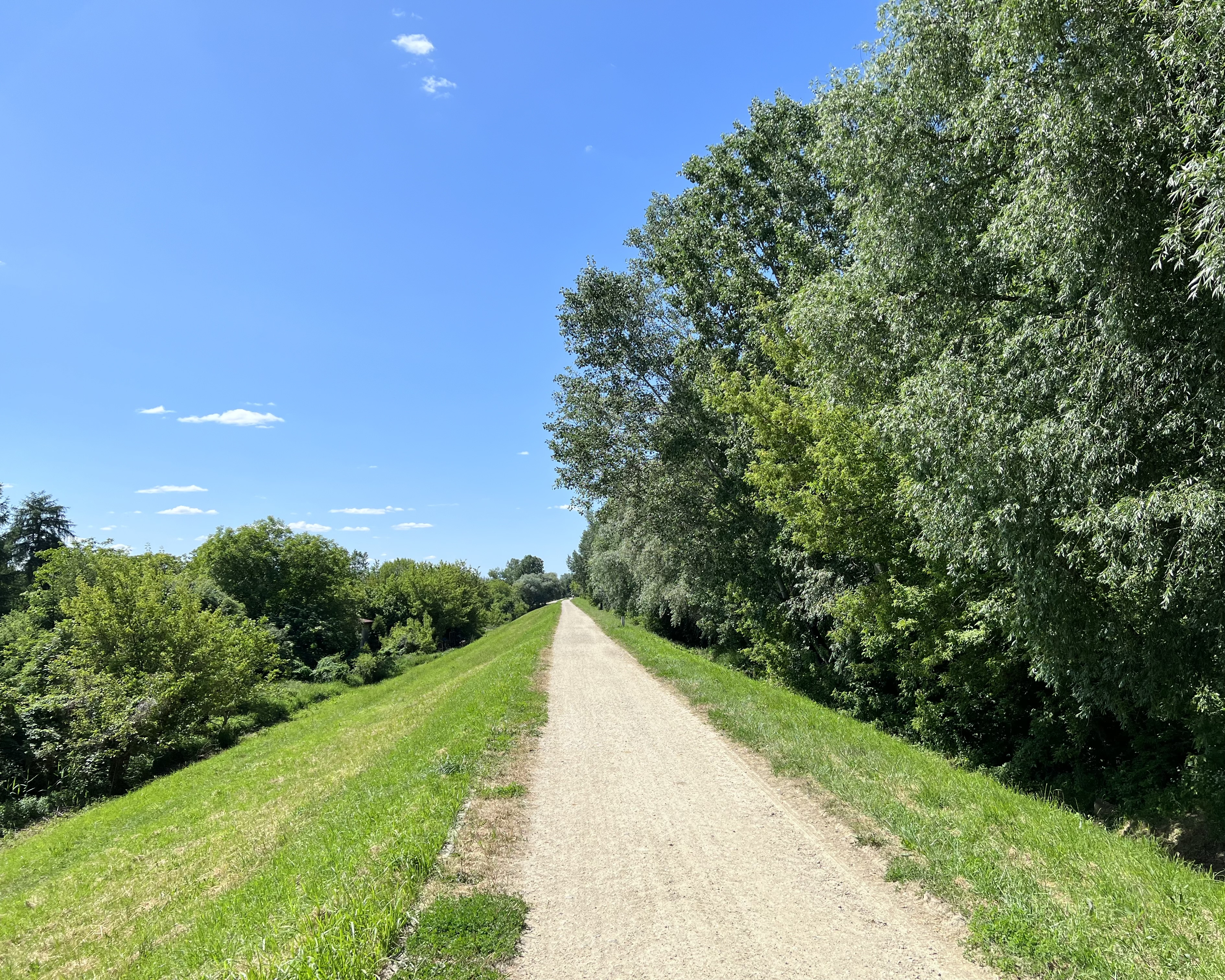
Wał przeciwpowodziowy nad Wisłą
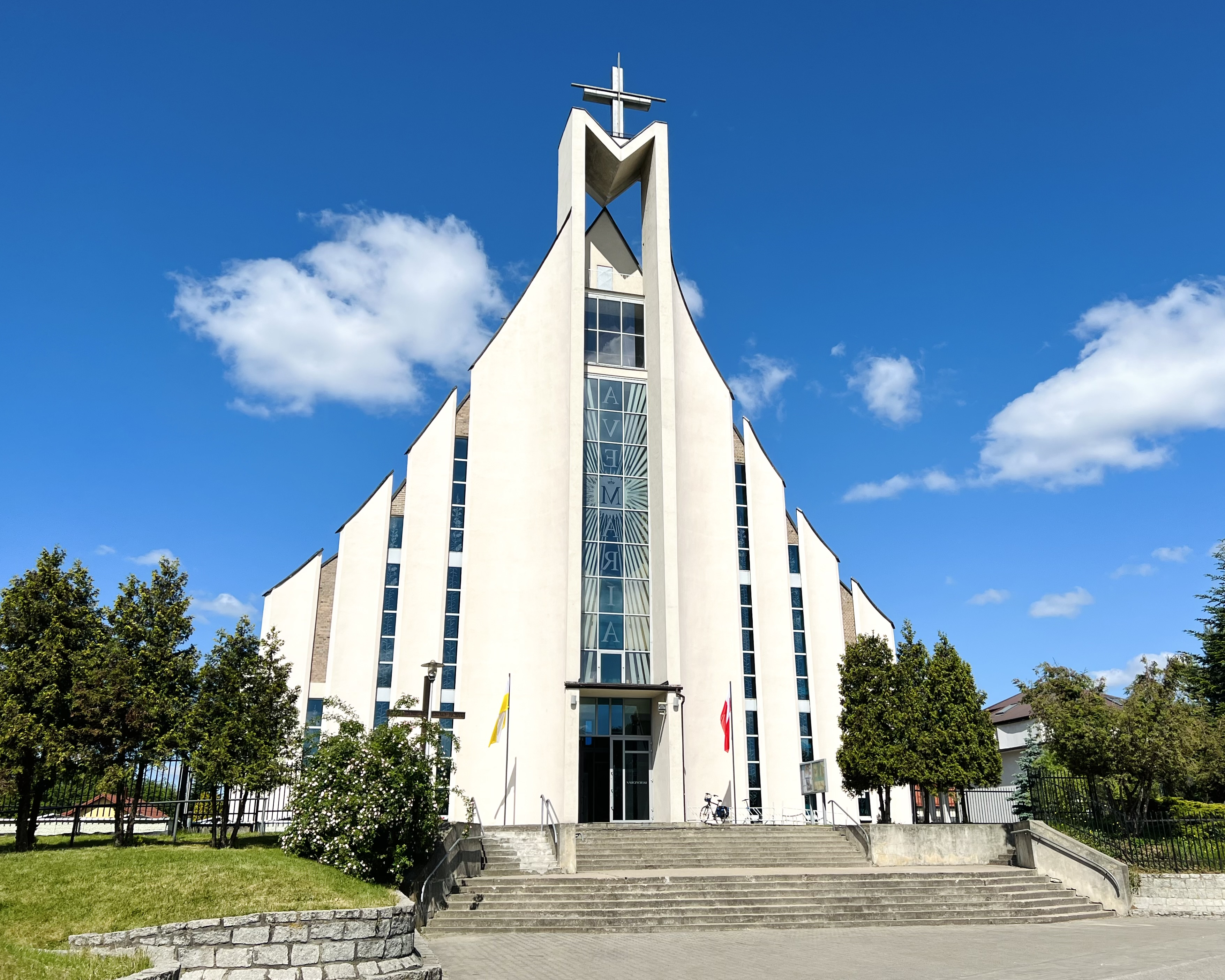
Sanktuarium maryjne
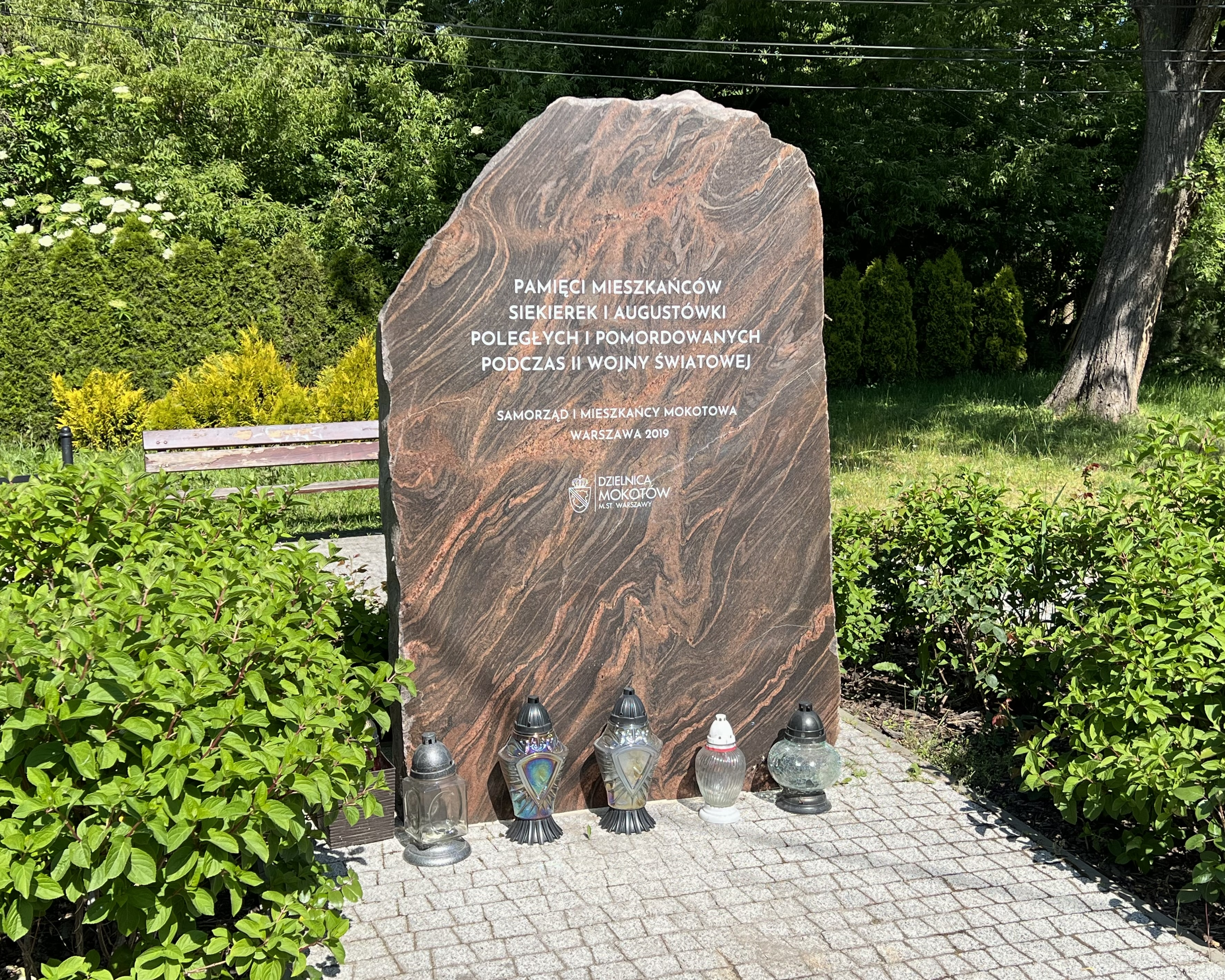
Pomnik pamięci mieszkańców pomordowanych w czasie II wojny światowej
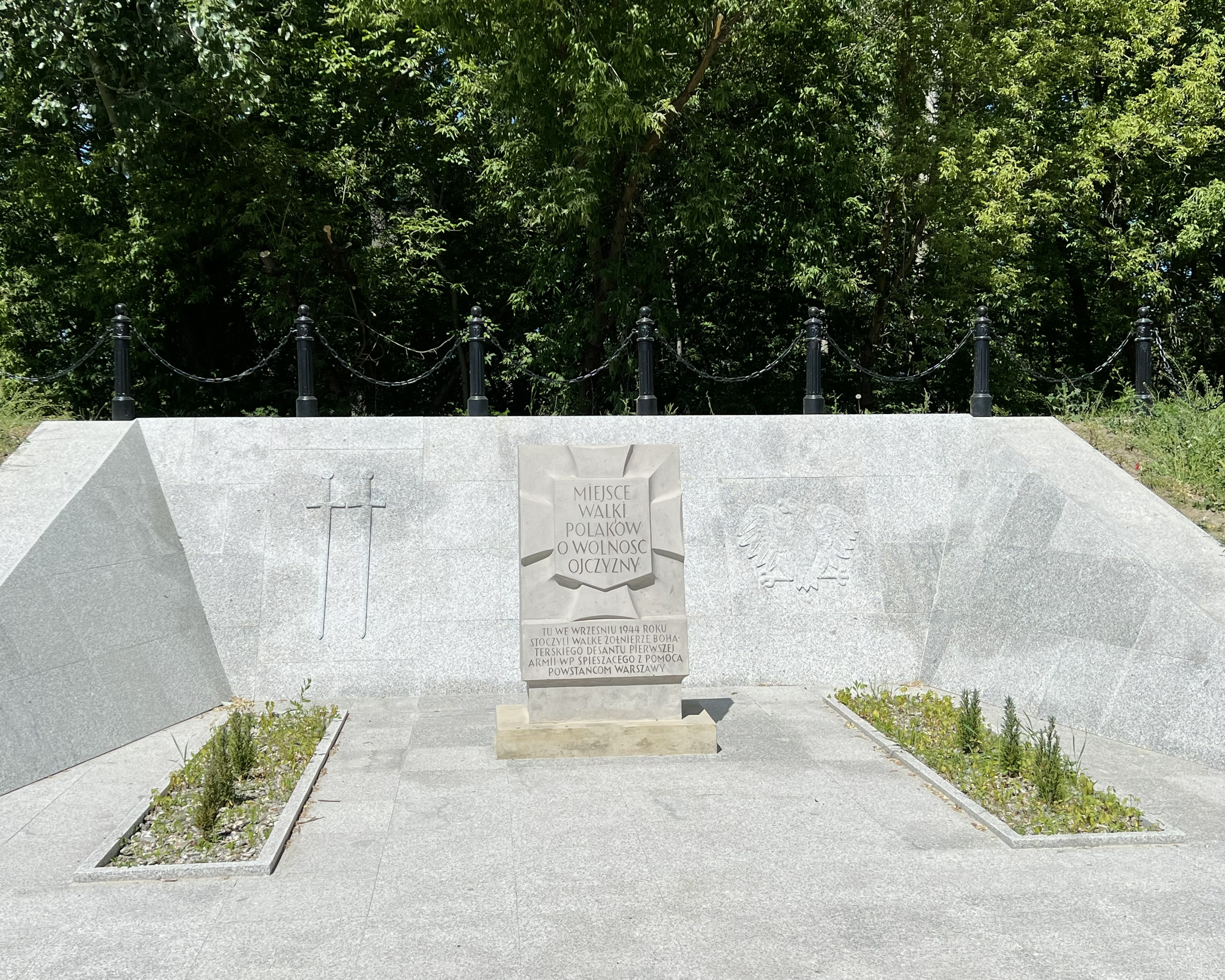
Tablica upamiętniająca desant 1 Armii Wojska Polskiego